# Tapinoma modestum
Tapinoma modestum is een mierensoort uit de onderfamilie van de Dolichoderinae. De wetenschappelijke naam van de soort is voor het eerst geldig gepubliceerd in 1932 door Santschi.